# Jens Jørgen Espersen
Jens Jørgen Espersen (6. maj 1943 - 5. oktober 2023) var en dansk journalist ved Ritzaus Bureau. 
Espersen er mest kendt for at have skrevet de artikler, der startede den danske Thorotrast-skandale. Skandalen – eller tragedien som Nils Malmros kaldte den – blev senere skildret i Nils Malmros' film At kende sandheden. I bogen af samme navn argumenterer Nils Malmros mod de artikler, de lå til grund for sagen. Jens Jørgen Espersen fik i januar 1988 Cavlingprisen for sin afdækning af Thorotrast-skandalen med begrundelsen:
"for med sin skarpsindige journalistik at have fremdraget den indtil november 1987 upåagtede Thorotrastsag, som han med stor ihærdighed har afdækket i alle detaljer, trods stor modstand fra implicerede myndigheder."